# 娜妲莎·金斯基
娜妲莎·阿格拉娅·金斯基（波蘭語：Nastassja Aglaia Nakszyński，1961年1月24日—），生於柏林，德國女演員，被讚譽為1980年代“歐洲影壇第一美女”，從影拍超過60部電影。因為拍《黛絲姑娘》榮獲金球獎最佳女新人演員；也拍攝過德國導演溫韋德斯《巴黎，德州》、《歧路》（Falsche Bewegung）與《咫尺天涯》等等柏林影展及坎城影展得獎電影。精通德、法、意、英四種語言。

## 生平
金斯基自從10歲以後就很少見到她父親。13歲時在德國就當起模特兒和舞蹈女郎。16歲即與比她大25歲的波蘭名導演羅曼·波蘭斯基同居。

## 家庭
父親克勞斯·金斯基、母親Ruth Brigitte Tocki均为演员。父母有波蘭血統。雙親在1968年離異。

## 代表電影
- 《歧路》（Falsche Bewegung，1975年）
- （To the Devil a Daughter，1976年）
- （Tatort，1977年）電視劇
- 《熱情之花旅館》（Leidenschaftliche Blümchen，1978年）
- 《亂倫之愛》（Cosi' come sei，1978年）
- 《黛絲姑娘》（Tess，1979年）
- 《舊愛新歡》（One from the Heart，1982年）
- 《豹人》（Cat People，1982年）
- 《慾海狂焰》（Gefährliches Dreieck，1983年）
- 《明月照溝渠》（La Lune dans le caniveau，1983年）
- 《瑪麗亞的情人》（Maria’s Lovers，1984年）
- 《德克萨斯州的巴黎》（Paris, Texas，1984年）
- 《故事》（The Hotel New Hampshire，1984年）
- 《醋海风波》（Unfaithfully Yours，1984年）
- 《後宮》（Harem，1985年）
- 《革命》（Revolution，1985年）
- （Maladie d'amour，1987年）
- 《叛世情花》（Magdalene，1989年）
- 《急流的春天》（Torrents of Spring，1989年）
- 《激情後的陰影》（In una notte di chiaro di luna，1989年）
- （L'alba，1990年）
- （Il segreto，1990年）
- 《子夜的太陽》（The Sun Also Shines at Night，1990年）
- （Unizhennye i oskorblyonnye，1991年）
- （In camera mia，1992年）
- 《金髮女郎》（La bionda，1992年）
- 《咫尺天涯》（In weiter Ferne, so nah!，1993年）
- 《摩天悍將》（Terminal Velocity，1994年）
- （Crackerjack，1994年）
- （The Ring，1996年）電視電影
- （Somebody Is Waiting，1996年）
- 《可能的拍檔》（Fathers' Day，1997年）
- 《徬徨少年之謎》（Little Boy Blue，1997年）
- 《一夜情》（One Night Stand，1997年）
- （Bella Mafia，1997年）電視電影
- （Ciro norte，1998年）短片
- 《戰地傷痕》（Savior，1998年）
- 《左右鄰居》（Your Friends & Neighbors，1998年）
- 《殺夫連環計》（Susan's Plan，1998年）
- 《隨心所欲》（Playing by Heart，1998年）
- 《牽手養父情》（The Lost Son，1999年）
- （The Intruder，1999年）
- （A Storm in Summer，2000年）電視電影
- 《馬西阿諾的魔法》（The Magic of Marciano，2000年）
- 《紅色情殺》（Red Letters，2000年）
- 《同房兩家親》（Time Share，2000年）
- 《致命交易》（The Claim，2000年）
- 《厄夜驚魂》（Cold Heart，2001年）
- （Blind Terror，2001年）電視電影
- 《老爸老媽愛出牆》（Town & Country，2001年）
- 《美國天堂》（An American Rhapsody，2001年）
- 《致命一夜情》（Say Nothing，2001年）
- 《慾亂情迷》（Diary of a Sex Addict，2001年）
- （The Day the World Ended，2001年）電視電影
- （The District，2001年）電視劇
- 《賭城大笨賊》（Beyond the City Limits，2001年）
- 《殺人網路》（.com for Murder，2002年）
- （All Around the Town，2002年）電視電影
- 《人間樂土》（Paradise Found，2003年）
- （Dangerous Liaisons，2003年）電視迷你影集
- 《複製閃靈嬌妻》（À ton image，2004年）
- （La Femme Musketeer，2004年）電視電影
- 《內陸帝國》（Inland Empire，2006年）